# Schönefeld (Beelitz)
Schönefeld ist ein Gemeindeteil der Stadt Beelitz im Landkreis Potsdam-Mittelmark in Brandenburg.

## Geografische Lage
Das charakteristische Straßendorf hat einen Anger mit der Feldsteinkirche sowie der ehemaligen Dorfschule im Zentrum des Ortes.
Das Dorf liegt südöstlich des Stadtzentrums. Nördlich liegt, durch die Nieplitz und die Bundesstraße 246 voneinander getrennt, der weitere Ortsteil Schlunkendorf, östlich Zauchwitz, südöstlich Rieben und südwestlich Wittbrietzen. Der überwiegende Teil der westlichen und südlichen Gemarkung wird landwirtschaftlich für den Anbau von Spargel genutzt, während im nördlichen und nordöstlichen Teil Wiese- und Weideflächen vorherrschen. Diese werden durch unbenannte Gräben durchzogen, die in die Nieplitz entwässern. Die Wohnbebauung konzentriert sich um den historischen Anger.

## Geschichte und Etymologie

### 13. bis 16. Jahrhundert

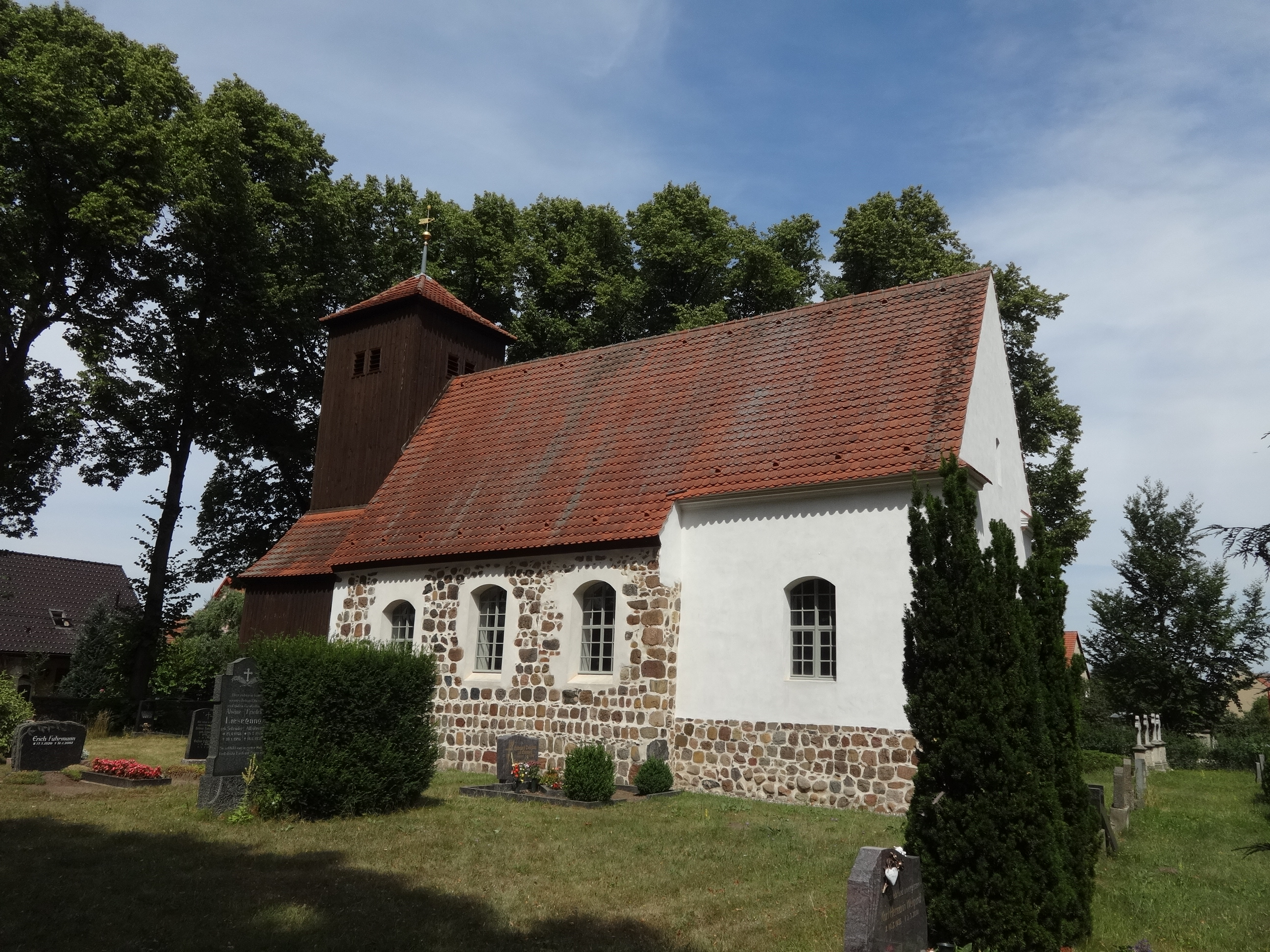
Dorfkirche Schönefeld

Das Dorf (villa) wurde erstmals im Jahr 1337 als in villa Schonefeldt urkundlich erwähnt. Es gehörte vor 1375 den Wittbrietzen zu Beelitz, die die Ober- und Untergerichtsbarkeit hielten. Das Dorf war zu dieser Zeit 32 Hufen groß, davon standen dem Pfarrer drei Hufen zu; der Dorfschulze bewirtschaftete vier Hufen. Außerdem lebten in Schönefeld sechs Kossäten; es gab keinen Krug. Im Jahr 1375 erhielt der Markgraf aus Schonenvelde, Schoneveld, Schonevelt, Schonenfeld den Pacht- und Zinsertrag von 21 Hufen; zwei Hufen waren an einen Herrn Randewig verlehnt. Diese Einkünfte wurden im genannten Jahr geteilt: Ein Teil ging an die Wildenbruchs zu Beelitz, fielen anschließend aber wieder an den Kurfürsten und waren im Jahr 1420 im Pfandbesitz der Familie Murring (Möhring). Anschließend übernahm diesen Anteil die Familie von Aken, die ihn im Jahr 1426 an einen Herrn Bule zu Wittenberg weitergaben. Es handelte sich dabei um die Ober- und Untergerichtsbarkeit und das Kirchenpatronat. Der zweite Anteil ging an einen Herrn Schulte (Schultz) und von dort im Jahr 1416 an die Familie Murring; wurde anschließend wieder vereint. Von vor 1463 bis nach 1657 übernahm die Familie von Schlabrendorf die Gerichtsbarkeit und das Patronat. In dieser Zeit lagen im Jahr 1481 vier Hufen wüst; es gab lediglich noch einen Kossäten. Im Jahr 1541 besaß der Pfarrer zwar einen Pfarrhof, das Pfarrhaus wurde allerdings als „verfallen“ bezeichnet. Der Pfarrer erhielt aus einem wüsten Hof und Garten zwei Scheffel Roggen und bewirtschaftete drei Wiesen mit sechs Fuder Heu. Die drei Pfarrhufen hatte er vermietet und erhielt von diesen je sieben Scheffel Roggen und sieben Scheffel Hafer. Der Kornzehnt ergab weitere zwei Wispel Korn. Der Küster erhielt drei Viertel und 21 Scheffel Scheffelkorn sowie aus jedem Haus zwei Brote. Aus dem Jahr 1580 ist die Schreibweise Schönefelde überliefert.

### 17. bis 18. Jahrhundert
Im Jahr 1624 lebten im Dorf 14 Hufner, ein Kossät, ein Hirte und die Schäferknechte. Eine eigene Schmiede gab es nicht; bei Bedarf kam ein Laufschmied in das Dorf. Es war mittlerweile nur noch 29 Hufen groß; hinzu kamen drei Pfarrhufen. Im Jahr 1652 war die Einwohnerzahl auf 10 Hufner, darunter den Dorfschulzen und einen Kossätenhof gesunken. Das Dorf wurde anschließend erneut geteilt: Die Ober- und Untergerichtsbarkeit, die Hof- und Straßengerichtsbarkeit, das Kirchenpatronat bzw. Hebungen aus neun „Untertanen“ (1689) bzw. neun Bauern (1837) ging im Jahr 1689 an das Domkirchenkollegium in Berlin. Sieben Bauern und ein Kossät (1687) kamen im Jahr 1662 an die von Schwerin und von dort bis 1684 an die Familie von Schlabrendorf. Im Jahr 1684 besaß das Amt Saarmund den genannten Anteil, der 1687 bis nach 1837 an die Familie von Görtzke zu Beuthen weitergereicht wurde. In dieser Zeit lebten im Jahr 1745 im Dorf 13 Bauern und zwei Kossäten. Das Amt Saarmund erhielt von 15 Einwohnern, darunter auch dem Dorfschulzen, im Jahr 1757 nicht weiter spezifizierte Hebungen. Im Jahr 1772 lebten in Schönefeld der Freischulze, zwölf Bauern und ein Kossät.

### 19. bis 20. Jahrhundert

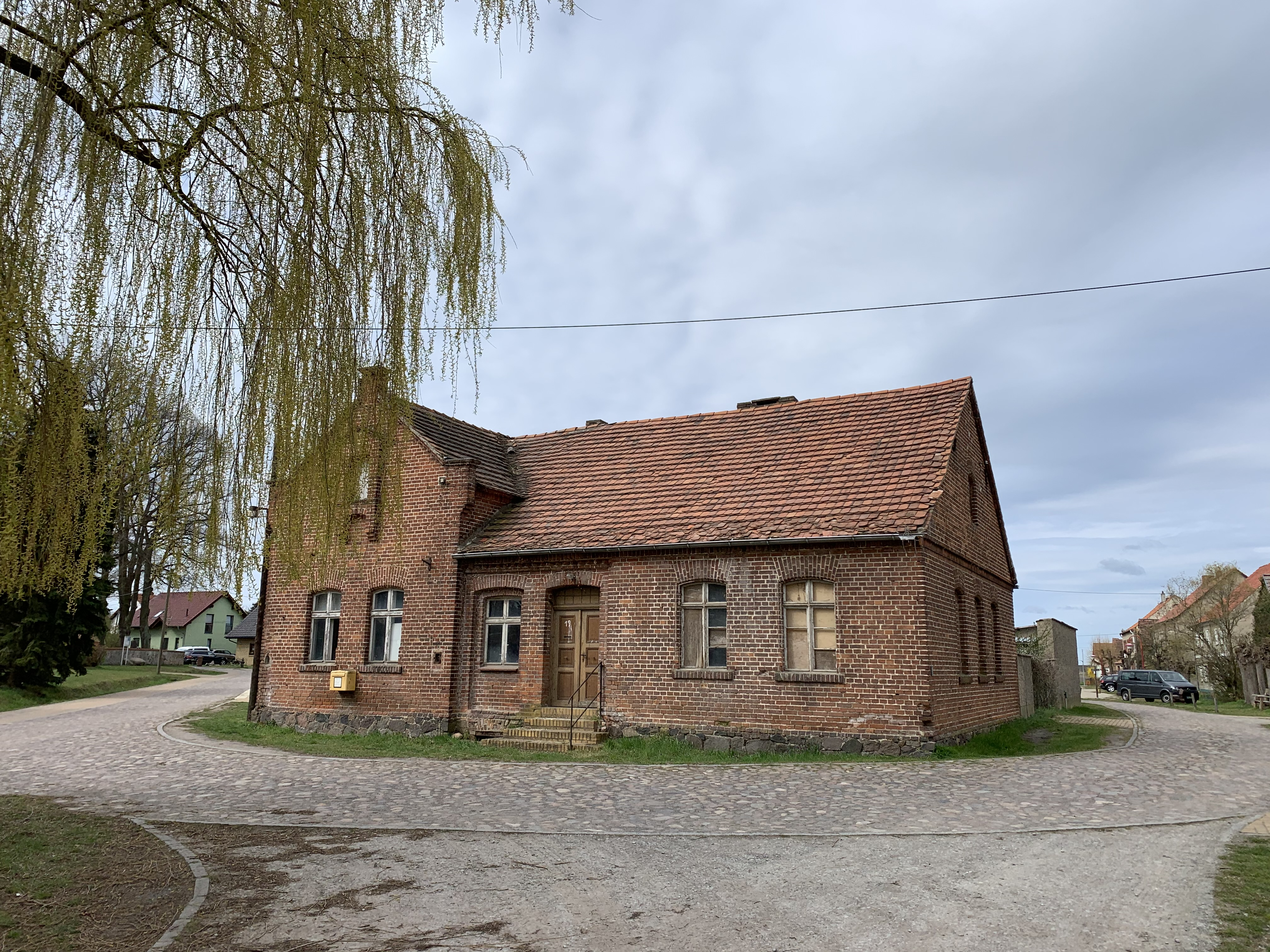
Ehemalige Dorfschule

Zu Beginn des 19. Jahrhunderts lebten im Jahr 1801 im Dorf der Lehnschulze, zwölf Ganzbauern, ein Halbbauer und ein Kossät. Sie schlugen 58 Morgen (Mg) Holz, bewirtschafteten 29 Bauernhufen und betrieben 18 Feuerstellen (=Haushalte). Im Jahr 1837 standen im Dorf 16 Wohnhäuser; 1858 waren es vier öffentliche, 17 Wohn- und 61 Wirtschaftsgebäude. Schönefeld war 2180 Mg groß: 5 Mg Gehöfte, 17 Mg Gartenland, 1265 Mg Acker, 210 Mg Wiese, 398 Mg Weide und 285 Mg Wald.
Im Jahr 1900 standen im Dorf 22 Häuser; der Bestand wuchs aus 24 Wohnhäuser mit 23 Haushaltungen im Jahr 1931 an. Zu dieser Zeit gab es den Wohnplatz Transradio AG. Im Jahr 1939 existierten im Dorf 13 land- und forstwirtschaftliche Betriebe, die zwischen 20 und 100 Hektar bewirtschafteten. Fünf Betriebe besaßen zwischen 10 und 20 Hektar, weitere sieben zwischen 0,5 und 5 Hektar.
Nach dem Zweiten Weltkrieg gründete sich im Jahr 1954 eine LPG Typ III mit neun Mitgliedern und 91 Hektar Fläche. Sie besaß im Jahr 1960 insgesamt 25 Mitglieder und 328 Hektar Fläche und wurde zehn Jahre später an die LPG Typ III Wittbrietzen angeschlossen. Im Jahr 1970 bestand weiterhin eine LPG Typ I mit 19 Mitgliedern und 99 Hektar Fläche, die 1962 an die LPG Typ III angeschlossen wurde. Im Jahr 1973 wurde Schönefeld als Ortsteil nach Beelitz eingemeindet.

## Funkempfangsstelle
1928 wurde von Telefunken südlich des Dorfkerns auf einer Anhöhe eine „Übersee-Empfangsstation“ aufgebaut. Sie diente der telegrafischen und telefonischen Kommunikation, zuerst hauptsächlich mit den USA und Südamerika. Im Verein mit der Betriebszentrale beim Haupttelegrafenamt Berlin (HTA) und der Übersee-Sendestation Nauen wurden Telegramme, Funkgespräche und Bildtelegramme (ähnlich dem heutigen FAX) zwischen Deutschland und dem Ausland per Funk auf Lang- oder Kurzwellen übertragen. Ursprünglich gebaut für das Telefunken Tochterunternehmen Transradio (und als Ersatz für die Station in Geltow) wurden die Funkempfangsstelle (wie auch die Sendestation in Nauen) 1930 der Deutschen Post unterstellt. Der Telefunken-Architekt Prof. Muthesius war beim Bau der Betriebsgebäude in Beelitz zwar schon tot, aber den Bauten sieht man an, dass sie in seinem Architektenbüro entworfen wurden.
Zwischen 1929 und 1931 wurden Zug um Zug Empfangsgeräte und Funker von Geltow nach Beelitz umgesetzt. Telefunken hatte neue Großempfänger entwickelt, die zusammen mit den neu errichteten Antennenanlagen den Empfang aus New York City, Kairo, Buenos Aires, Rio de Janeiro, Manila, Bangkok, Santiago de Chile, Osaka, Mexiko, Teheran und Shanghai gewährleisteten. Bald kamen noch weitere Stationen dazu. Zu den größten Antennenanlagen gehörten die vier Goniometer-Antennen für den Langwellen-Empfang, deren am weitesten entfernte Masten auf den Wiesen hinter Krobs Hof in Beelitz und auf den Wiesen zwischen Rieben und Dobbrikow standen. Eine weitere Telefunken-Entwicklung war die sogenannte Tannenbaum-Antenne, die aus einer Zusammenschaltung von 96 Einzeldipolen bestand, welche an 75 m hohen Stahlmasten aufgehängt waren. All das diente dazu, möglichst störungsfreie Signale zu erhalten, die dann per Kabel nach Berlin zum HTA bzw. zum Fernsprechamt übertragen wurden. Die Funkempfangsstelle Beelitz war somit Teil des weltweiten postalischen Fernmeldenetzes. So um 1930 herum entstand wohl auch der Begriff, dass Beelitz das (deutsche) Ohr zur Welt sei.
Durch den Zweiten Weltkrieg wurden die Verbindungen zu vielen Partner-Funkstationen unterbrochen. Anschließend wurden über die Funkempfangsstelle Beelitz die Funkverbindungen für die DDR-Post unter anderem mit Moskau, Peking, Shanghai, Kairo, Helsinki, Budapest, Belgrad, Ulan Bator, Pjöngjang und Havanna hergestellt. Durch den verstärkten Ausbau der internationalen Kabel-Verbindungen mittels Glasfaser-Kabel, vollzog sich Zug um Zug der Übergang vom postvermittelten Telegramm und Ferngespräch zur direkt vom Teilnehmer hergestellten Kommunikation. Die Kurzwellen-Übertragung wurde überflüssig und damit auch die Funkempfangsstelle in Beelitz.

## Bevölkerungsentwicklung
| Jahr      | 1772 | 1801 | 1817 | 1837 | 1858 | 1871 | 1885 | 1895 | 1905 | 1925 | 1939 | 1946 | 1964 | 1971 |
| Einwohner | 105  | 121  | 127  | 120  | 133  | 127  | 129  | 131  | 120  | 115  | 125  | 199  | 140  | 151  |

## Wappen
| Wappen von Schönefeld | Blasonierung: „Im erniedrigt abgeflachten, bogenförmig nach oben geteilten Schild, oben in grün eine goldene Korngarbe, unten gold-rot gespalten und 7 mal geteilt.“ |
| Wappen von Schönefeld | Wappenbegründung: Der Ort Schönefeld bei Beelitz besteht aus 14 alten Vierseit-Höfen, die als vierzehn Balken wechselseitig in Rot und Gold, im Schildfuß und in der Gesamtheit als Hügel symbolisch dargestellt sind. Schönefeld liegt an einem Hügel bzw. einer Anhöhe und ist von Landwirtschaft geprägt. Den Einwohnern war es wichtig, den Namen Schönefeld auch redend im Wappen darzustellen und ein „schönes Feld“ auf dem Korn angebaut wird, sollte ebenfalls in das Wappen einbezogen werden. Das Wappen wurde vom Heraldiker Ismet Salahor aus Frankfurt gestaltet und beim HEROLD am 9. Februar 2018 in die Deutsche Ortswappenrolle unter der Nr. 57BR aufgenommen. |

## Sehenswürdigkeiten und Kultur

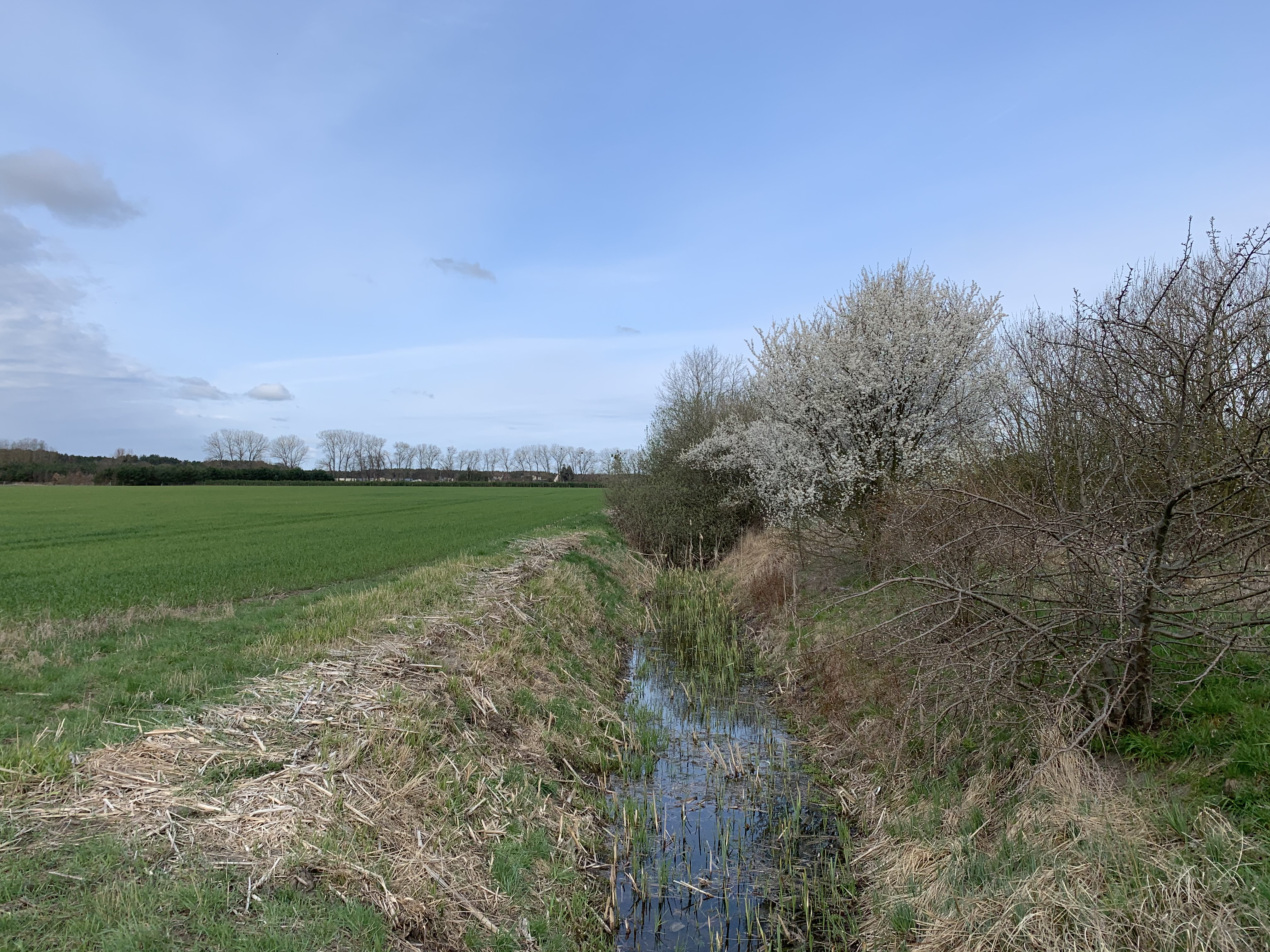
Entwässerungsgräben am FlämingWalk

- Die Dorfkirche Schönefeld ist eine Feldsteinkirche aus dem 13. Jahrhundert. Sie wurde barock überformt und um einen Westturm ergänzt. Im Innern befinden sich ein Kanzelaltar aus dem Jahr 1715 sowie Reste mittelalterlicher Wandmalereien.
- Schönefeld war unter anderem Drehort für den Kinofilm Sass, aber auch für eine Folge der Serie Im Namen des Gesetzes (RTL)
- Durch den Ort führen drei Wege des FlämingWalks. Er ist Startpunkt für den 11 km langen Riebener Waldweg sowie den 8 km langen Schönefelder Rundweg. Außerdem führt der 8,5 km lange Panoramarundweg durch das Dorf.